# Никанор (Дейнега)
Никано́р Дейне́га (8 грудня 1907, Свистільники — 8 листопада 1982, Львів) — єпископ Української греко-католицької церкви; з лютого 1972 року єпископ-помічник Львівської архієпархії.

## Життєпис
Отець Климентій Шептицький у своєму «Послідньому слові» зазначив, що у випадку його смерті чи арешту обов'язки архімандрита Унівської Свято-Успенської лаври буде виконувати о. Никанор Дейнега. Отця Климентія Шептицького заарештували 1 травня 1947 року.
За час архимандритства о. Никанора збудовано монаші будівлі в Рудному та Брюховичах. Коли владика Володимир Стернюк організував підпільну греко-католицьку семінарію, архімандриту Никанору поручено викладати богослов'я. Разом з єромонахом Юліаном Вороновським о. Никанор переклав з французької мови «Типікон» — Устав студитського чернецтва, який ще до початку Другої світової війни уклали митрополит Андрей Шептицький та Блаженний Климентій Шептицький.
За словами о. Василя Вороновського, архімандрит Никанор Дейнега був мудрою і розсудливою людиною. До нього за порадою зверталися монахи з різних згромаджень.
У 1963 році архимандрит Никанор переїхав до Львова, звідки йому було легше керувати підпільними монастирями, а невдовзі владика Василь (Величковський) висвятив його на епископа підпільної УГКЦ.

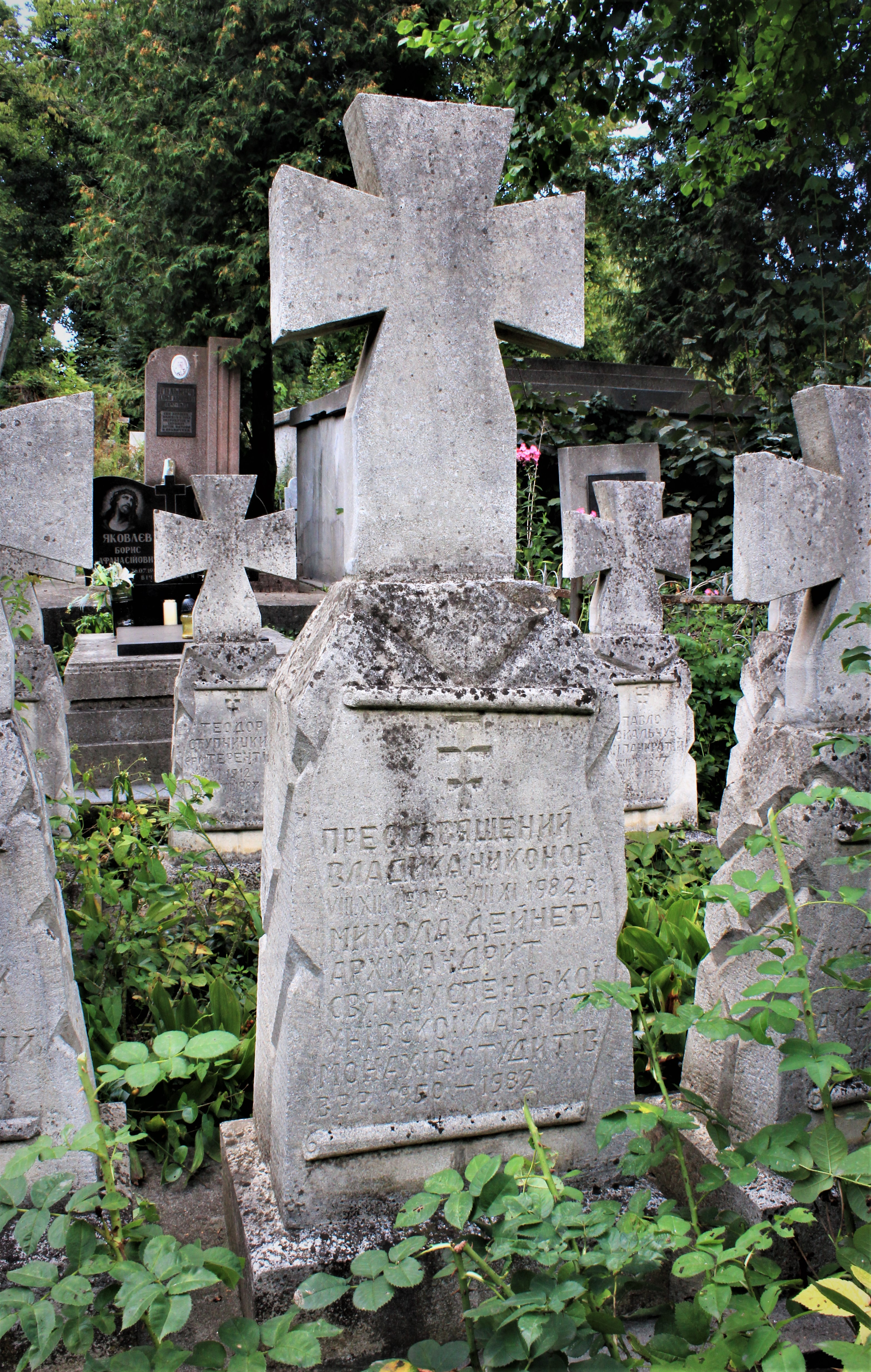
Нагробок на могилі єпископа УГКЦ Никанора Дейнеги.

Помер у Львові, похований на 40 полі Янівського цвинтаря.

## Вшанування пам'яті
На будинку при вул. Виговського, 58, у Львові, в якому у 1960–1982 роках мешкав і працював преосвященний владика Никанор, на його честь на початку 2000-х років встановлена меморіальна таблиця авторства львівських скульпторів Василя Гоголя, Анатолія Мельника та Віктора Мельника.